# Lunania dentata
Lunania dentata är en videväxtart som beskrevs av Ignatz Urban. Lunania dentata ingår i släktet Lunania och familjen videväxter. Inga underarter finns listade i Catalogue of Life.